# 帕斯利 (密蘇里州)
帕斯利（英語：Pasley），又名密爾沃基（Milwaukee）、米洛瓦基（Millowakee），是位於美國密蘇里州巴里縣的非建制地區。

## 地理
帕斯利所處的海拔為高於海平面450米（即1476英呎），而該地所採用的時區為UTC-6，即北美中部時區（CST）。同時該地設有夏令時間，為UTC-6調快一小時，即UTC-5（CDT）。